# La Petite Roublarde
Pour plus de détails, voir Fiche technique et Distribution.
La Petite Roublarde (Wild and Woolly) est un film américain en noir et blanc réalisé par Alfred L. Werker, sorti en 1937. 

## Synopsis
Une ville de pionniers du Far West célèbre son quinzième anniversaire. Le grand-père d'Arnette Flynn, lui, veut mettre fin à une vieille querelle avec son rival, un politicien, à qui il lance un duel. Mais au dernier moment le grand-père d'Arnette ne se présente pas au duel. L'occasion se presente à lui de sauver la face et de prouver qu'il n'est pas un lâche lorsque Arnette et son ami Zero entendent deux malfrats qui parlent de braquer la banque pendant les distractions de la fête.

## Fiche technique
- Titre français : La Petite Roublarde
- Titre original : Wild and Woolly
- Réalisation : Alfred L. Werker
- Scénario : Frank Fenton, Lynn Root
- Musique : Samuel Kaylin
- Photographie : Harry Jackson
- Montage : Alfred DeGaetano
- Producteur : John Stone
- Société de production et de distribution : 20th Century Fox
- Pays de production :  États-Unis
- Langue originale : anglais américain
- Format : noir et blanc — 35 mm — 1,37:1 — son : mono (Western Electric Mirrophonic Recording)
- Genre : western, comédie
- Durée : 65 minutes
- Dates de sortie : 
  - États-Unis : 19 juillet 1937
  - France : 23 juin 1939

## Distribution
- Jane Withers : Arnette Flynn
- Walter Brennan : Gramp 'Hercules' Flynn
- Pauline Moore : Ruth Morris
- Carl Switzer : Zero
- Jackie Searl : Chaunce Ralston
- Berton Churchill : Edward Ralston
- Douglas Fowley : Blackie Morgan
- Robert Wilcox : Frank Bailey
- Douglas Scott : Leon Wakefield
- Lon Chaney Jr. : Dutch
- Frank Melton : Barton Henshaw
- Syd Saylor : Lutz